# Bigato
Bigato (latino bigatus, pl. bigati) è il nome usato da autori latini per indicare quei denari che avevano come tipo del rovescio una biga. Si trova anche il termine argentus bigatus.
I primi denari avevano al dritto la testa elmata della dea Roma ed al rovescio i dioscuri. Nel II secolo a.C. appaiono le prime variazioni nei tipi: al rovescio al posto dei Dioscuri è rappresentata Diana su una biga.
Al dritto rimane la rappresentazione della dea Roma.
Altri bigati furono coniato con altre divinità alla guida della biga come Luna, Ercole, Vittoria. Al dritto gradualmente appaiono anche altre divinità.
Il bigatus è uno dei pochi nomi di moneta antica testimoniato da autori latini.
Tacito nel Germania riporta la notizia che i Germani preferivano le monete più vecchie, i serrati ed i bigati. Erano quindi monete sicuramente precedenti alle svalutazioni della riforma di Nerone e facilmente identificabile da chi aveva poca dimestichezza con le emissioni posteriori.